# Liste der Stolpersteine in Gelsenkirchen-Süd

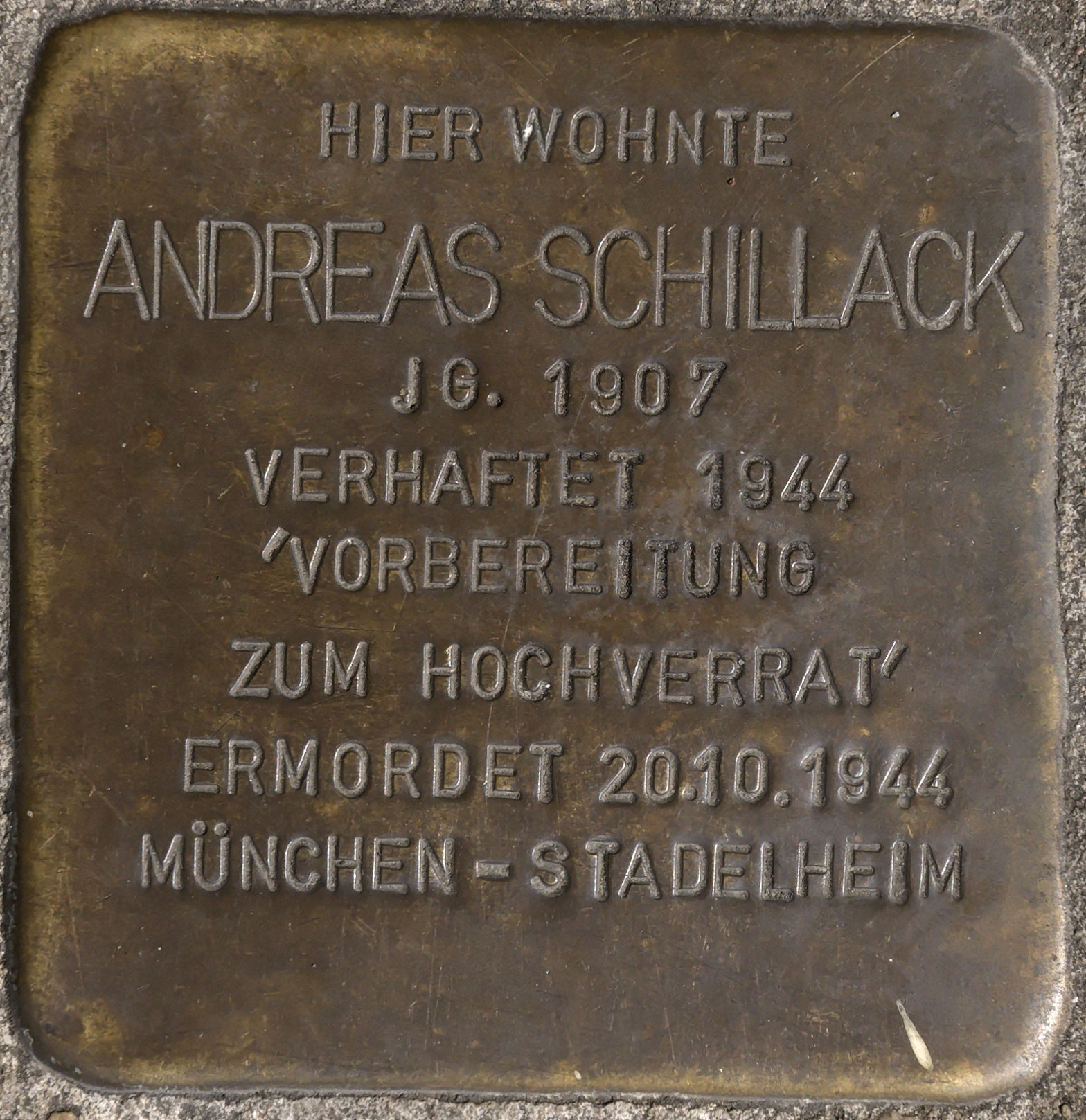
Stolperstein für Andreas Schillack

Die Liste der Stolpersteine in Gelsenkirchen-Süd enthält Stolpersteine, die im Rahmen des gleichnamigen Kunst-Projekts von Gunter Demnig in Gelsenkirchen in den Stadtteilen Neustadt, Ückendorf und Rotthausen verlegt wurden. Mit ihnen soll Opfern des Nationalsozialismus gedacht werden, die in Gelsenkirchen lebten und wirkten.
Diese Liste ist Teil der Liste der Stolpersteine in Gelsenkirchen.

## Liste der Stolpersteine in Neustadt
| Nr. | Person           | Adresse          | Inschrift                                                                        | Bild                                                                     | weitere Informationen | Grund |
| --- | ---------------- | ---------------- | -------------------------------------------------------------------------------- | ------------------------------------------------------------------------ | --- | ----- |
|     | Hulda Silberberg | Bochumer Str. 45 | Hier wohnte Hulda Silberberg Jg. 1883 Vor Deportation Flucht in den Tod 3.1.1942 |                                                                          | Hulda Silberberg stammte aus einer alteingesessenen jüdischen Kaufmannsfamilie, die in Gelsenkirchen bis 1938 ein großes Herrenmodengeschäft an der Bochumer Straße am Hauptbahnhof besessen hatte. Sie war alleinstehend und kinderlos und wurde von ihren Brüdern Hermann und Salomon mitversorgt. Salomon emigrierte nach London. Wenige Wochen vor der Deportationswelle vom Januar 1942 erhielt Hermann mit seiner Familie ein Visum für Bolivien und wollte seine Schwester mitnehmen. Aber Hulda Silberberg wollte als einziges Mitglied der Familie Silberberg Gelsenkirchen nicht verlassen. Sie wählte am 3. Januar 1942 im Alter von 58 Jahren angesichts der drohenden Verschleppung die Flucht in den Tod. Hulda Silberberg wurde auf dem jüdischen Friedhof in Gelsenkirchen-Ückendorf begraben; ein Grabstein existiert dort noch heute. Ihr Neffe Helmuth Silberberg war 1938 von seinen Eltern nach Amsterdam geschickt worden und dort im Juni 1942 als 16-Jähriger für kurze Zeit mit Anne Frank befreundet, in deren Tagebuch er vorkommt; er lebte später unter anderem Namen in den USA und ist 2015 verstorben. Über die Setzung des Stolpersteins für seine Tante Hulda im Jahr 2010 hat er sich nach brieflichen Aussagen sehr gefreut. |       |
|     | Helene Lewek     |                  | Hier wohnte Helene Lewek Jg. 1881 Vor Deportation Flucht in den Tod 25.1.1942    | (nicht abgebildet: zweiter Stein an der Wildenbruchstraße, Polizeiwache) | Das Haus am eh. Moltkeplatz 6 (heute Neustadtplatz 6), das den 2. Weltkrieg überstand und heute denkmalgeschützt ist, war ein so gen. „Judenhaus“, wo jüdische Bewohner seit Ende der 1930er Jahre zwangsweise konzentriert wurden. Es war der unfreiwillige letzte Wohnsitz von Helene Lewek. Sie war 1881 in Mixstadt in der damaligen preußischen Provinz Posen unmittelbar an der Grenze nach Russisch-Polen geboren und Anfang des 20. Jh. in die Bergarbeiterstadt Gelsenkirchen gekommen. Am 27. Januar 1942 fand eine größere Deportation Gelsenkirchener Juden nach Riga statt, wo die meisten von ihnen ermordet wurden und nur wenige überlebten. Die Menschen mussten die Tage vor dem Abtransport in einem Sammellager am Wildenbruchplatz verbringen. Dort entzog sich die 60-jährige Helene Lewek der Verschleppung, indem sie zwei Tage vor dem Transport die Flucht in den Tod wählte. Deshalb wurde ein zweiter Stolperstein mit ihrem Namen an der Wildenbruchstraße in Höhe der heutigen Polizeiwache verlegt (etwa 7 Min. Fußweg vom Neustadtplatz). Beide Steine wurden am 9. Februar 2010 wegen starken Frosts nur symbolisch verlegt; die endgültige Einsetzung erfolgte im darauf folgenden Juni.                                       |       |
|     | Isidor Isacson   | Ringstraße 4     | Hier wohnte Isidor Isacson                                                       |                                                                          | |       |
|     | Flora Isacson    | Ringstraße 4     | Hier wohnte Flora Isacson                                                        |                                                                          | |       |

## Liste der Stolpersteine in Ückendorf
| Nr. | Person      | Adresse         | Inschrift                       | Bild | weitere Informationen | Grund |
| --- | ----------- | --------------- | ------------------------------- | ---- | --------------------- | ----- |
|     | Karl Böhmer | Bergmannstr. 34 | Hier wohnte Familie Karl Böhmer |      |                       |       |

## Liste der Stolpersteine in Rotthausen
| Nr. | Person           | Adresse             | Inschrift                    | Bild | weitere Informationen | Grund |
| --- | ---------------- | ------------------- | ---------------------------- | ---- | --------------------- | ----- |
|     | Hartwig Wurm     | Karl-Meyer-Str. 10  | Hier wohnte Hartwig Wurm     |      |                       |       |
|     | Emil Löwenthal   | Karl-Meyer-Str. 2   | Hier wohnte Emil Löwenthal   |      |                       |       |
|     | Flora Löwenthal  | Karl-Meyer-Str. 2   | Hier wohnte Flora Löwenthal  |      |                       |       |
|     | Bruno Löwenthal  | Karl-Meyer-Str. 2   | Hier wohnte Bruno Löwenthal  |      |                       |       |
|     | Kurt Löwenthal   | Karl-Meyer-Str. 2   | Hier wohnte Kurt Löwenthal   |      |                       |       |
|     | Erwin Löwenthal  | Karl-Meyer-Str. 2   | Hier wohnte Erwin Löwenthal  |      |                       |       |
|     | Erich Lange      | Schwanenstraße 6    | Hier wohnte Erich Lange      |      |                       |       |
|     | Michael Hojnacki | Steinfurthstraße 26 | Hier wohnte Michael Hojnacki |      |                       |       |